# Les Bidasses au pensionnat
Pour plus de détails, voir Fiche technique et Distribution.
Les Bidasses au pensionnat est un film français réalisé par Michel Vocoret, sorti en 1978.

## Synopsis
Les bidasses d'un pensionnat creusent un tunnel pour se rendre au pensionnat de jeunes filles d'à côté.

## Fiche technique
- Titre : Les Bidasses au pensionnat
- Réalisation : Michel Vocoret
- Scénario : Michel Vocoret
- Photographie : Roger Fellous
- Musique : Frank Barcellini et Christian Saurel
- Son : Jean-Louis Ducarme
- Montage : Claudio Ventura
- Pays de production : France
- Format : couleur
- Genre : Comédie
- Durée : 90 minutes
- Date de sortie : 
  - France : 17 mai 1978

## Distribution
- Jean-Marc Thibault : Capitaine Jolly
- Jacques Chazot : Lieutenant Collard
- Jacques Jouanneau : L'adjudant
- Michel Modo : Sergent Michaud
- Jacqueline Guy : La directrice
- Charles Gérard : Le gardien du pensionnat
- Christiane Muller : Le professeur
- Sylvain Green : Un bidasse
- Maurice Illouz : Un bidasse
- Alain Chevestrier : Un bidasse (sous le nom de "Bouboule")
- Denis Lefevre : Un bidasse
- Corinne Corson : Une fille
- Katia Tchenko : Une fille
- Brigitte Chamarande : Une fille
- Florence Brunold : Une fille
- Isabelle Courger
- Katia Amaizo : Une fille
- Véronique Dauwe
- Isabelle Ceaux
- Marianik Hervi
- Sophie Noël
- Katia Aimerton
- Sophie Fleytoux
- Jean-Pierre Fragnaud
- Richard Augard
- Paul Romard
- Charles Varel
- Pascal Monge
- Pascal Raynaud
- Philippe Wagner
- Jean-Marie Vauclin
- Yves Collignon
- Didier Rousset
- Alain Dubois
- Michel Montanary
- Fatai Assani
- Thomas Chartier